# 3755 Лекуант
3755 Лекуант (3755 Lecointe) — астероїд головного поясу, відкритий 19 вересня 1950 року.
Тіссеранів параметр щодо Юпітера — 3,587.